# Вулиця Вертепна (Тернопіль)
Вулиця Вертепна — вулиця в мікрорайоні «Старий парк» міста Тернополя.

## Відомості
Розпочинається від вулиці Вояків дивізії «Галичина», пролягає на схід до вулиці Миколи Лисенка, де і закінчується. На вулиці розташовані приватні будинки.